# Episodi di Medici in corsia (terza stagione)
La terza stagione della serie televisiva Medici in corsia è stata trasmessa in anteprima in Germania da Das Erste tra il 23 febbraio 2017 e il 25 gennaio 2018.
In Italia, la stagione è stata trasmessa in prima visione assoluta su Rai 2 dal 16 settembre al 16 ottobre 2024.
| nº | Titolo originale               | Titolo italiano               | Prima TV Germania | Prima TV Italia   |
| -- | ------------------------------ | ----------------------------- | ----------------- | ----------------- |
| 1  | Überleben                      | Sopravvivere                  | 23 febbraio 2017  | 16 settembre 2024 |
| 2  | Erwartungen                    | Aspettative                   | 9 marzo 2017      | 17 settembre 2024 |
| 3  | Wer wagt, gewinnt              | Chi osa, vince                | 23 marzo 2017     | 17 settembre 2024 |
| 4  | Gegen den Strom                | Controcorrente                | 30 marzo 2017     | 18 settembre 2024 |
| 5  | Was wir geben                  | Quel che diamo                | 6 aprile 2017     | 18 settembre 2024 |
| 6  | Herzenswünsche                 | Le ragioni del cuore          | 13 aprile 2017    | 19 settembre 2024 |
| 7  | Risiken und Nebenwirkungen     | Effetti collaterali           | 20 aprile 2017    | 19 settembre 2024 |
| 8  | Carpe Diem                     | Carpe Diem                    | 27 aprile 2017    | 20 settembre 2024 |
| 9  | Rückfälle                      | Ricadute                      | 4 maggio 2017     | 20 settembre 2024 |
| 10 | Klartext                       | Un errore scomodo             | 11 maggio 2017    | 23 settembre 2024 |
| 11 | Blinder Fleck                  | Punto cieco                   | 18 maggio 2017    | 23 settembre 2024 |
| 12 | Zuhören                        | Ascoltare                     | 1º giugno 2017    | 24 settembre 2024 |
| 13 | Bis dass die Zeit uns scheidet | Finché il tempo non ci superi | 8 giugno 2017     | 24 settembre 2024 |
| 14 | Zwei linke Hände               | Due mani sinistre             | 15 giugno 2017    | 25 settembre 2024 |
| 15 | Liebesschmerz                  | Tormenti del cuore            | 6 luglio 2017     | 25 settembre 2024 |
| 16 | Plan B                         | Piano B                       | 13 luglio 2017    | 26 settembre 2024 |
| 17 | Verborgene Wahrheiten          | Verità nascoste               | 20 luglio 2017    | 26 settembre 2024 |
| 18 | Ein schmaler Grat              | Una linea sottile             | 27 luglio 2017    | 27 settembre 2024 |
| 19 | Helfen - oder lassen?          | Aiutare o lasciare?           | 3 agosto 2017     | 27 settembre 2024 |
| 20 | Glaube versetzt Berge          | Effetto placebo               | 10 agosto 2017    | 30 settembre 2024 |
| 21 | Gemeinsam durchs Leben         | Insieme per tutta la vita     | 17 agosto 2017    | 30 settembre 2024 |
| 22 | Vertrau mir!                   | Fidati di me!                 | 24 agosto 2017    | 1º ottobre 2024   |
| 23 | Herzensdinge                   | Affari di cuore               | 31 agosto 2017    | 1º ottobre 2024   |
| 24 | Mit Leib und Seele             | Anima e corpo                 | 7 settembre 2017  | 2 ottobre 2024    |
| 25 | Unter die Haut                 | Sottopelle                    | 14 settembre 2017 | 2 ottobre 2024    |
| 26 | Liebeslügen                    | Bugie in amore                | 21 settembre 2017 | 3 ottobre 2024    |
| 27 | Gesetz und Liebe               | Amore e legge                 | 28 settembre 2017 | 3 ottobre 2024    |
| 28 | Alles wird gut                 | Andrà tutto bene              | 5 ottobre 2017    | 4 ottobre 2024    |
| 29 | Unter falschen Voraussetzungen | Sotto mentite spoglie         | 12 ottobre 2017   | 4 ottobre 2024    |
| 30 | Ewige Liebe                    | Amore eterno                  | 19 ottobre 2017   | 7 ottobre 2024    |
| 31 | Wahlverwandtschaften           | Affinità elettive             | 26 ottobre 2017   | 7 ottobre 2024    |
| 32 | Beruflich und privat           | Prima che sia tardi           | 2 novembre 2017   | 8 ottobre 2024    |
| 33 | Der Junggesellenabschied       | Addio al celibato             | 9 novembre 2017   | 8 ottobre 2024    |
| 34 | Mit allen Mitteln              | Con ogni mezzo                | 16 novembre 2017  | 9 ottobre 2024    |
| 35 | Horizonterweiterung            | Ampliare gli orizzonti        | 23 novembre 2017  | 9 ottobre 2024    |
| 36 | Versteckte Wunden              | Ferite nascoste               | 30 novembre 2017  | 10 ottobre 2024   |
| 37 | Jugendlieben                   | Amori giovanili               | 7 dicembre 2017   | 10 ottobre 2024   |
| 38 | Hab keine Angst                | Senza paura                   | 14 dicembre 2017  | 11 ottobre 2024   |
| 39 | Glückspilze                    | Destino di famiglia           | 21 dicembre 2017  | 11 ottobre 2024   |
| 40 | Entscheidungsfragen            | Domande importanti            | 11 gennaio 2018   | 14 ottobre 2024   |
| 41 | Dein eigenes Leben             | La tua vita                   | 18 gennaio 2018   | 14 ottobre 2024   |
| 42 | Auf immer und ewig             | Per sempre                    | 25 gennaio 2018   | 16 ottobre 2024   |